# Destor
Destor est un quartier de Rouyn-Noranda et le nom d'une ancienne municipalité de la région administrative de l'Abitibi-Témiscamingue à l'ouest du Québec.

## Géographie
Situé à 37,3 km au nord de Rouyn-Noranda, Destor est un des quartiers les plus éloignés du centre-ville, traversé par la route 101 qui ne passe pas par le village. 
Le parc national d'Aiguebelle, composante majeure du district Nord, compte une des entrées de ce parc dans son quartier. Le projet de Parc linéaire (Route verte) entre Rouyn-Noranda et Taschereau traverse le district. Le quartier Destor fait partie du district nord qui comprend également D'Alembert, Cléricy et Mont-Brun.
Destor se trouve le long de la faille géologique Porcupine-Destor, qui est à l'origine de quelques mines qui y ont été en exploitation. Aujourd'hui, les activités économiques à Destor sont quasi inexistantes, tout comme la desserte de services à la population.

## Histoire
En 1932, une gare fut construite portant le nom de Beattie Gold Mines. Ce nom fut changé pour celui de Davangus en l'honneur du promoteur de la mine Duparquet, Dave Angus.
En pleine dépression, les gouvernements fédéral et provincial, par le plan Vautrin, tentent par la colonisation dans de nouvelles région d'amenuiser la misère occasionnée par le chômage des villes et le surpeuplement du monde agricole. C'est en 1935 qu'un groupe de premiers colons arrivent pour défricher et s'installer puis fonder Saint-François-de-Sales-de-Destor. La population se répartissait en trois groupements : Davangus, Destor et la route Perreault (Reneault).
De 1940 à 1982, l'industrie minière joue un rôle économique très important à Destor.
À la suite des réorganisations municipales québécoises de 2002, l'ensemble des municipalités de la MRC de Rouyn-Noranda fusionnent en une seule.
En date du 1er janvier 2002, la municipalité de Destor fusionne donc avec la ville de Rouyn-Noranda pour former une municipalité régionale de comté. Destor est aujourd'hui un quartier de la nouvelle ville.
Aujourd'hui la Ville de Rouyn-Noranda a le double statut de MRC et de municipalité locale,.

## Toponymie
Ce nom provient du nom d'un capitaine des grenadiers du régiment de Royal-Roussillon dans l'armée de Montcalm.